# Atos das Leis em Gales 1535-1542
Os Atos das Leis em Gales 1535-1542 (em galês: Y Deddfau Cyfreithiau yng Nghymru 1535 a 1542; em inglês: Laws in Wales Acts 1535–1542) foram uma série de leis parlamentares pelas quais o sistema jurídico de Gales foi anexado à Inglaterra e as normas de administração inglesas lá introduzidas, a fim de criar um único Estado e uma única jurisdição, que é frequentemente referida como Inglaterra e Gales. Os Atos referem-se, em especial, a duas leis do Parlamento aprovadas em 1535 e 1542, durante o reinado de Henrique VIII de Inglaterra, que veio da galesa dinastia Tudor.

## Antecedentes
Desde a conquista de Venedócia, em 1282-83, até à aprovação das Leis de Gales em 1535 e 1542, o sistema administrativo de Gales manteve-se inalterado. Pelo Estatuto do Rhuddlan, em 1284, o território do nativo Gales foi dividido em cinco condados: Anglesey, Caernarfon, Cardigan, Carmarthen e Merioneth. Mesmo que os cinco condados estivessem sujeitos à lei penal inglesa, o 'Principado' era um feudo do rei de Inglaterra e a lei galesa continuou a ser utilizada para fins de processos cíveis. O resto de Gales, com exceção do condado de Flint, que fazia parte do Principado, e dos senhorios reais de Glamorgan e Pembroke, foi composto de inúmeros e pequenos outros senhorios, os Welsh Marches, cada um com os seus próprios tribunais, leis e costumes.
Quando Henrique Tudor, Conde de Richmond (descendente da grande Casa galesa dos Tudor), subiu ao trono inglês em 1485, tornando-se Henrique VII, nenhuma mudança foi feita ao sistema de governo de Gales. Mas ele continuou preocupado com o poder desses pequenos senhorios, com a sua anarquia e desordem. Para lidar com isso, houve um ressurgimento do Conselho de Gales e os Marches, que tinha sido criado no reinado de Eduardo IV. Após a morte de muitos dos senhores durante a Guerra das Rosas, muitos dos senhorios passaram para as mãos da Coroa.
Henrique VIII não vê necessidade de reformar o governo de Gales no início do seu reinado, mas gradualmente ele percebe a ameaça de alguns dos senhores, encarregando o seu administrador-chefe, Thomas Cromwell, de procurar uma solução. A sua solução foi a anexação ou incorporação de Gales, que, juntamente com outras alterações significativas ao mesmo tempo, levassem à criação da Inglaterra como um moderno Estado soberano.
As leis foram conhecidas como as "Leis da União" (em inglês: Union Acts), mas elas não eram popularmente referidas como tal até 1901, quando o historiador Owen M. Edwards lhes atribuiu esse nome - um nome que alguns consideram enganoso, pois as leis diziam respeito à harmonização das leis, e não a uma união política.

## Os Atos
Esta harmonização foi feita passando por uma série de medidas entre 1535 e 1542. Estes incluíram:
- Ato de Leis e Justiça para ser ministrado em Gales da mesma forma como é neste Reino (27 Henry VIII c. 26), aprovado em 1536 e revogado, com efeito a partir de 21 de dezembro de 1993; e
- Ato de certas Ordenações no Domínio de Sua Majestade e Principado de Gales (34 e 35 Henry VIII c. 26), aprovado em 1543 e revogado, com efeito a partir de 3 de janeiro de 1995.

A primeira dessas leis foi aprovada por um Parlamento que não tinha representantes de Gales. O seu efeito foi o de alargar a lei inglesa para que Gales e os seus Marches tivessem representação no futuro Parlamento.
Os títulos abreviados dos Atos foram concedidos pelo Ato da Revisão do Estatuto da Lei de 1948.

## Efeitos dos Atos
Estas leis também tiveram os seguintes efeitos sobre a administração de Gales:
- os senhorios foram abolidos como unidades políticas e foram criados cinco novos condados (Monmouthshire, Brecknockshire, Radnorshire, Montgomeryshire e Denbighshire), passando Gales a ter 13 condados;
- outras áreas dos senhorios foram anexadas a Shropshire, Herefordshire, Gloucestershire, Glamorgan, Carmarthenshire, Pembrokeshire, Cardiganshire e Merionethshire;
- as fronteiras do País de Gales para efeitos administrativos e de governo foram criadas e permaneceram as mesmas desde então; isso foi intencional como Gales estava a ser incorporado plenamente em Inglaterra, mas o estado de Monmouthshire ainda era ambíguo até 1974; (Note-se porém que, para fins eclesiásticos (isto é, da Igreja de Inglaterra), várias áreas da Inglaterra faziam parte das dioceses galesas até ao destabelecimento da Igreja no País de Gales em 1920. A área em torno de Oswestry, Shropshire, era a maior dessas áreas (parte da diocese de St Asaph). Essas áreas foram transferidas para as dioceses inglesas em 1920.)
- os tribunais dos senhorios perderam o poder para julgar casos de crimes graves;
- o cargo de Juiz de Paz foi introduzido, existindo 9 em cada condado;
- Gales pode eleger membros membros para o Parlamento inglês;
- o Conselho de Gales e os Marches foi criado numa base jurídica;
- o Tribunal das Grandes Sessões foi criado, um sistema particular de Gales;
- um xerife é nomeado em cada concelho, e outros oficiais dos condados, na Inglaterra.

Estas medidas não foram impopulares para os aristocratas galeses, em particular, que reconheceram que eles iriam dar-lhes igualdade de direito em relação aos cidadãos ingleses. A reação de muitos proeminentes galeses ao longo dos séculos foi muito semelhante - gratidão pelas leis terem sido introduzidas em Gales e por fazer dele um país pacífico e ordeiro.
Foi só muito mais tarde que alguns galeses começaram a sentir-se, nas palavras de AOH Jarman, "que os privilégios de cidadania só foram dados aos galeses, na condição de se esquecerem do seu próprio passado e personalidade especial, negado a sua galesidade, fundindo-se com a Inglaterra."
Apesar de alguns historiadores, como G. R. Elton, que tratam as leis apenas como um triunfo da eficiência Tudor, modernos historiadores ingleses e galeses investigam indícios dos efeitos nocivos dos Atos na identidade, cultura e economia galesa. Embora os aristocratas galeses abraçassem os atos e rapidamente tentaram juntar-se à aristocracia inglesa, a maioria da população poderia encontrar-se à deriva no meio jurídico e de um sistema económico cuja língua e foco eram desconhecidos para eles.

## Os Atos e a língua galesa
Um exemplo frequentemente citado dos efeitos sobre o galês é a primeira seção da Lei de 1535, que afirma: "as pessoas do mesmo domínio e que têm uma utilização diária da língua nada consentânea com a língua mãe utilizada neste Reino" e, em seguida, declara a intenção de acabar com os singulares e sinistros usos e costumes pertencentes a Gales.
Na seção 20 da Lei de 1535, o inglês torna-se na única língua dos tribunais e que aqueles que utilizarem o galês não serão nomeados para qualquer cargo público em Gales:
Também é promulgada pela Autoridade citada, que todas as Justiças, Comissioneiros, Xerifes, Coronéis, Confiscadores, Camareiros, e seus Tenentes, e todos os demais funcionários e ministros da lei, devem proclamar e manter as sessões dos Tribunais (…) em língua inglesa;
(2) e todos os juramentos dos Oficiais, Júris e Inquiridores, e todas as outras declarações, vereditos e compurgações da lei, serão feitos em língua inglesa;
(3) e também que a partir de agora, qualquer pessoa ou pessoas que usem a língua galesa, que de alguma maneira desfrutam de cargo ou honorários dentro deste reino de Inglaterra, Gales, ou outros domínios do Rei, perdem esses mesmos cargos ou honorários, salvo se ele ou eles utilizaram a língua inglesa.
Um efeito dessa cláusula sobre a língua foi o de lançar as bases para a criação de uma classe dominante completamente inglesa na aristocracia de Gales, que teria muitas consequências.
As partes da Lei de 1535 relacionadas com a língua foram definitivamente revogadas apenas em 1993, pelo Ato da Língua Galesa de 1993, embora anotações sobre o Ato do Estatuto da Lei da Cópia de Dados refira, nas seções 18-21, que foram revogadas pelo Ato da Revisão do Estatuto da Lei de 1887.